# James Le Mesurier
James Gustaf Edward Le Mesurier, född 25 maj 1971 i Singapore, död 11 november 2019 i Istanbul, var medgrundare av Vita hjälmarna, en frivillig civilförsvarsorganisation i syriska inbördeskriget, grundad 2013.
Le Mesurier var brittisk arméofficer och arbetade som en del av FN:s fredsbevarande styrka i före detta Jugoslavien. Han var chef för den ideella räddningsstiftelsen Mayday Rescue (Vita hjälmarnas stödorganisation), med huvudkontor i Nederländerna.
Han var gift tre gånger. År 2018 gifte han sig med svenska Emma Winberg. Paret arbetade på Mayday Rescue.
Le Mesurier begick självmord den 11 november 2019 genom att falla från balkongen i en byggnad i Istanbul där han hade en lägenhet och ett kontor.